# Ґарґантюа та Пантаґрюель
«Ґарґантюа та Пантаґрюель» дослівно «Життя Ґарґантюа та Пантаґрюеля» (фр. La vie de Gargantua et de Pantagruel) — сатирико-філософський роман французького письменника XVI століття Франсуа Рабле, складається з п'яти книг. Твір розповідає про пригоди двох велетнів, — батька Ґарґантюа та сина Пантаґрюеля. Просякнутий сатирою на тогочасне французьке суспільство, написаний вульгарною, грубою мовою з використанням туалетного гумору, сповнений сцен насильства. Він був заборонений цензурою Сорбонни. Водночас був популярний у читачів, які відчували в ньому сильне гуманістичне спрямування. Твір збагатив французьку мову численними неологізмами.
Написання й публікація книг тривали з 1532 по 1564 рік. Остання з них вийшла вже після смерті автора.
Вперше повністю увесь твір зі старофранцузької на українську переклав Анатоль Перепадя, за що у 2005 році вдруге отримав Премію Григорія Сковороди від Посольства Франції в Україні.

## Книги

### Пантаґрюель
Перший роман, відомий як «Пантаґрюель», сучасна французька назва — «Les horribles et épouvantables faits et prouesses du très renommé Pantagruel Roi des Dipsodes, fils du Grand Géant Gargantua» (Жахливі та страшні діяння й слова знаменитого Пантаґрюеля, короля Дипсодів, сина великого велетня Ґарґантюа), вийшов у 1532 році під псевдонімом Алкофрібас Насьєр (Alcofribas Nasier), що є анаграмою Франсуа Рабле (Francois Rabelais). Пантаґрюель був продовженням книги невідомого авторства «Les Grandes Chroniques du Grand et Enorme Géant Gargantua» (Великі хроніки великого й непомірного велетня Ґарґантюа), яка здобула значну популярність серед читачів, попри погане впорядкування сюжету. У «Пантаґрюелі» Рабле описує історію велетня Пантаґрюеля, сина Ґарґантюа: його народження, виховання та героїчні подвиги. Використовуючи фантастичну, казкову основу сюжету та стилістику лицарських романів, Рабле створює всеохопну сатиру тогочасного французького суспільства. Гумор і дотеп поєднуються в цьому творі з гуманістичними ідеями раннього Ренесансу.
Пантаґрюель — син велетня Ґарґантюа та його дружини Бандебек. Мати померла незадовго після народження сина. Пантаґрюель змалку мав надзвичайну силу, тому батько шукав йому вчителів, які навчили б користуватися цією силою правильно. Проте, Пантаґрюель лишився незадоволений усіма вчителями. Він вирушає до Парижа, де його наставником стає Епістемон. У Парижі Пантаґрюель робиться диспутантом Сорбонни та знайомиться з дотепним пройдисвітом Панургом. Пантаґрюель здобуває славу, розсудивши суперечку про те, чи потрібно платити за нюхання страви. Дізнавшись про мудрість Пантаґрюеля, з Англії прибуває вчений Таумаст. Панург, представившись учнем Пантаґрюеля, виграє диспут із ним, що ведеться одними лише жестами.
Згодом Пантаґрюель дізнається, що його батька викрадено, а батьківщина розграбована дипсодами. Він вирушає додому, перемагає ворожих лицарів, а від полонених довідується, що командує ними король Анарх. У війську Анарха є 300 велетнів, тому Пантаґрюель перемагає хитрощами. Він передає через полоненого дуже гостру страву з заявою, що вони будуть гідні битися з ним, якщо з'їдять хоч ложку. Вороги запивають її такою кількістю вина, що непритомніють. Пантаґрюель спалює табір Анарха, а потім заливає його власною сечею. Велетні рятують Анарха, ватажок велетнів на ім'я Вурдалак викликає Пантаґрюеля на поєдинок. Пантаґрюель перемагає, побивши ворожих велетнів самим Вурдалаком. Епістемон випадково гине, але Панург повертає його до життя. Повернувшись із мертвих, Епістемон розповідає, що в загробному світі все навпаки. З гуманістичних міркувань Пантаґрюель вирішує влаштувати Анарху погане життя, щоб після смерті той отримав благо.
Панург робить Анарха слугою та одружує зі старою повією. Пантаґрюель перемагає дипсодів і стає їхнім королем. Єдина провінція не здається і Пантаґрюель, ведучи туди військо, ховає його від дощу під власним язиком. Автор описує як залазить до Пантаґрюеля в рот і виявляє там цілу країну.

### Ґарґантюа

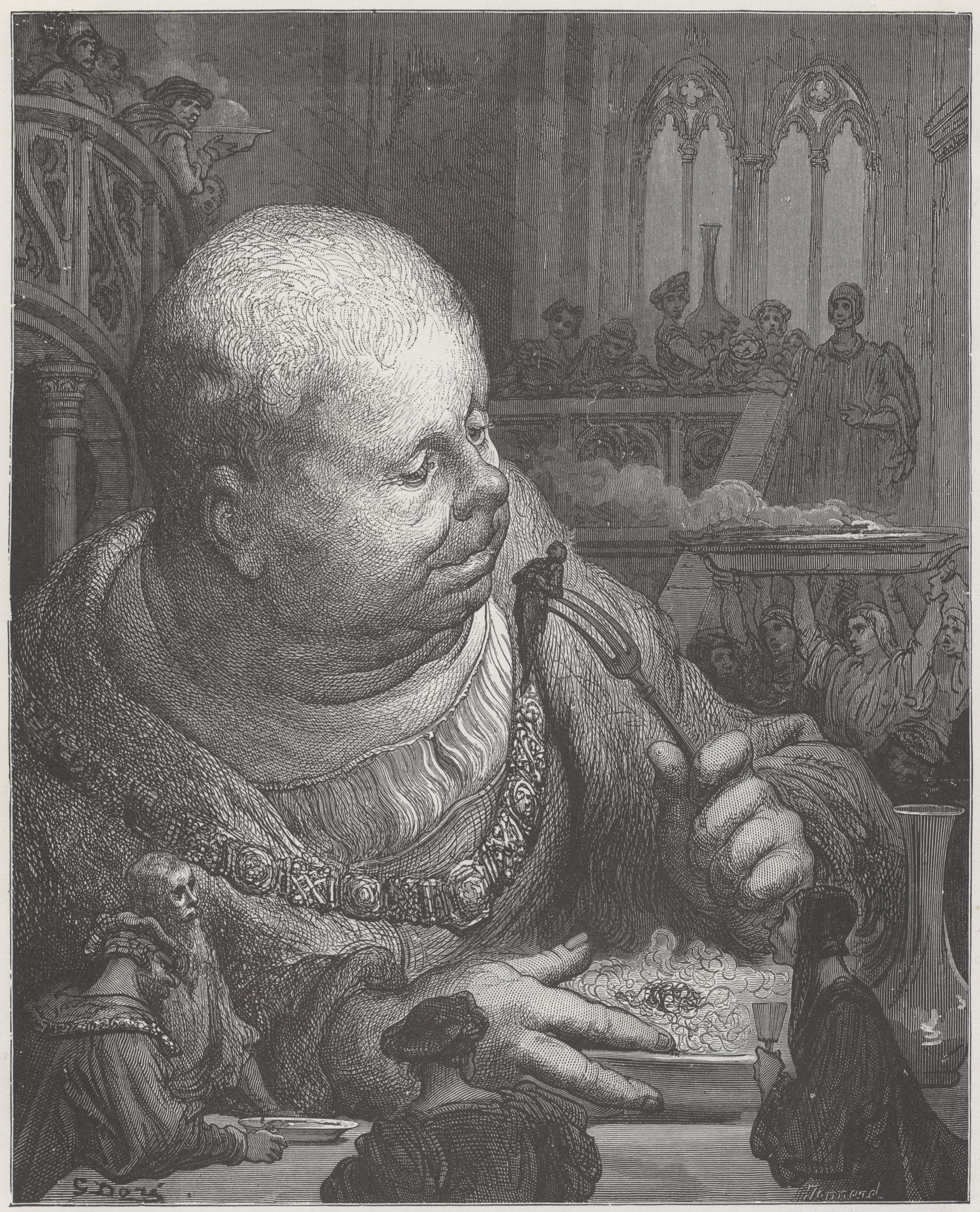
Ґарґантюа і «поїдання пілігримів у салатах», ілюстрація Гюстава Доре, 1873 рік

Після успіху «Пантаґрюеля» Рабле переглянув його матеріал і доповнив детальним життєписом батька головного героя першої книги, Ґарґантюа. Надрукована у 1534 році книга «Ґарґантюа», повна назва французькою «La vie très horrifique du grand Gargantua, père de Pantagruel» (Дуже страхітливе життя великого Ґарґантюа, батька Пантаґрюеля) описує гуманістичне виховання героя велетнем Ґранґозьє. Книга водночас є пародією на схоластичні методи навчання й пропонує опис утопічного монастиря Телема (Thélème), освіта в якому побудована на гуманістичних принципах. Другий роман вважається найвиразнішим представником ренесансної літератури у Франції, його лексика багата, стиль письма жорсткий, подекуди жорстокий, автор свідомо використовує гумор найнижчого ґатунку.
Особлива увага приділяється родоводу Ґарґантюа, опису його дитинства та навчання. Його батьком був Ґранґузьє, а матір'ю Ґарґамелла. Автор зазначає, що всі стародавні герої народилися незвичайним чином, тож і Ґарґантюа з'явився на світ не як усі — через вухо матері. Ґранґузьє дуже дбав за те, щоби син носив найкращий одяг, найняв для нього вчителів-богословів, але син став через їхнє навчання лише дурнішим. Тому Ґранґузьє замінив їх на кращого — Понократа.
Молодий велетень потім вирушає навчатися до Парижа, де знімає з собору Паризької Богоматері дзвони, щоб почепити їх на свого коня, але потім, після вмовлянь парижан, повертає. Він опановує різні науки, стає вправним фехтувальником, стрільцем і гравцем у різні спортивні ігри. Тим часом через сварку пастухів Ґранґузьє з пекарями спалахує війна: король Пікрохоль з його величезною армією перемагає всіх на шляху. Пікрохоль відмовляється від будь-яких спроб домовитися з ним, тому Ґранґузьє пише синові листа з проханням повернутися додому.
Дорогою з Парижа додому Ґарґантюа руйнує одну фортецю Пікрохоля. Вдома він знайомиться з забіякуватим монахом Жаном і споряджається в битву. Випадково ледь не проковтує пілігримів, які потрапили в його салат. Ґарґантюа перемагає загін військ Пікрохоля та бере в полон командувача Фанфарона, якого відпускає. Потім Фанфарон намагається переконати Пікрохоля в безглуздості війни, за що той страчує його.
Військо Ґарґантюа бере штурмом замок, де засів Пікрохоль, і перемагає. Пікрохолю вдається втекти, але він стає волоцюгою. Ґранґузьє влаштовує з нагоди перемоги великий бенкет. Жан просить допомоги в заснуванні Телемського абатства, де молоді люди навчатимуться, розвиваючи свої найкращі якості.
Як і попередній роман «Ґарґантюа» надрукований під псевдонімом. У виданні 1542 року його помістили першим, оскільки в ньому розповідається про події, що хронологічно передують подіям «Пантаґрюеля».

### Третя книга
«Третя книга Пантаґрюеля», в оригіналі «Le tiers livre des faicts et dicts héroïques du bon Pantagruel» (Третя книга героїчних фактів та слів доброго Пантаргюеля) побачила світ у 1546. У ній Пантаґрюель зі своїм другом Панургом впродовж усієї розповіді обговорюють із різними людьми важливе питання: чи слід Панургу одружуватися? Питання залишається невирішеним. У кінці книги герої вирушають у морську подорож шукати чарівну пляшку, що мала б раз і назавжди розв'язати питання одруження.
У книзі висміюються «учені» й відчувається відгомін тогочасних дискусій у медицині, праві, з питань моралі та релігії. Вона насичена латинськими цитуваннями та відсиланнями до античних першоджерел.
Пантаґрюель дарує Панургу за допомогу у війні проти Анарха замок. Однак, Панург швидко витрачає здобуті багатства на розваги. Тоді Панург вирішує одружитися, але вагається чи буде дружина йому вірна, якщо сам він гульвіса. Щоб дізнатися своє майбутнє, Панург звертається до різноманітних ворожбитів, тлумачів снів, шарлатанів, але так і не отримує задовільної відповіді.
Панург скликає раду з лікаря, богослова, судді та філософа, та їхні відповіді теж його не влаштовують. Пантаґрюель радить йому запитати не в розумних людей, а в дурня. Таким їм здається блазень Трібуле. Блазень дає Панургу порожню пляшку, з чого той робить висновок, що це порада шукати Оракула Пляшки.

### Четверта книга

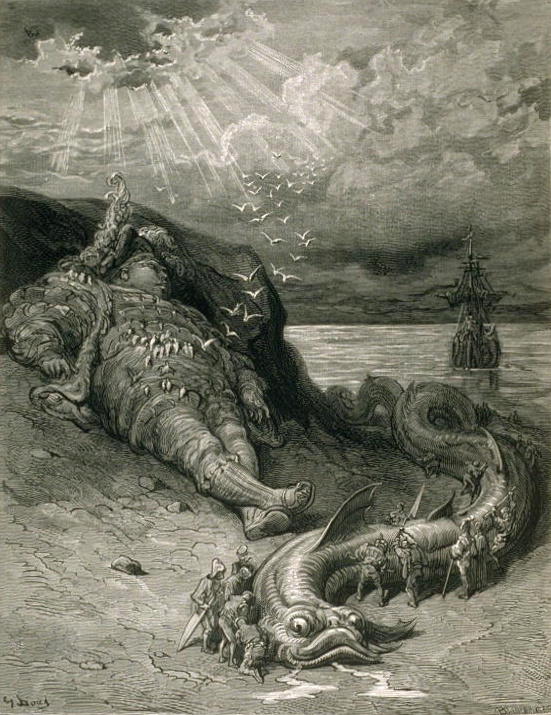
Ілюстрація Гюстава Доре до четвертої книги

«Четверта книга Пантаґрюеля», в оригіналі «Le quart livre des faicts et dicts héroïques du bon Pantagruel» (Четверта книга героїчних фактів та слів доброго Пантаргюеля) була надрукована в 1552. Вона описує морську мандрівку Пантаґрюеля та Панурга, зустрічі з дивовижними народами та створіннями. В ній відчувається пародія на «Одіссею» або подорож аргонавтів за золотим руном. Водночас це гостра сатира на католицьку церкву, тогочасних політиків, модні забобони.
Відпливши з великим флотом, Пантаґрюель з друзями зупиняються на острові, де відбувається ярмарок. Там вони купують різні твори мистецтва та дивовижних тварин. Пантаґрюель отримує від батька листа, на який пише відповідь у цицеронівському стилі. Потім купець Діндено глузує з вбрання Панурга, за що той вигадує помсту: купує в Діндено прекрасного барана та кидає його в море — решта отари кидається слідом і тоне.
Мандрівники натрапляють на острів, жителі якого вживають абсурдні титули й звертання; острів, мешканці якого просять побити їх заради отримання відшкодувань; острів, де всі постяться; острів, населений ковбасами; де харчуються лише вітром і таке інше. Їм трапляється острів, населений папоманами та папідулями, що є пародією на протистояння католиків і протестантів.

### П'ята книга
«П'ята книга Пантаґрюеля», в оригіналі «Le cinquiesme et dernier des faicts et dicts héroïques du bon Pantagruel» (П'ята й остання книга героїчних фактів та слів доброго Пантаґрюеля) була надрукована вже після смерті Рабле, у 1564. У ній чарівну пляшку знаходять.
Хоча частинами «П'ята книга» гідна пера Рабле, його авторство залишається спірним. Книга побачила світ через 9 років після його смерті й містить матеріал, відверто запозичений із попередніх книг. Книга могла бути складена із незавершених текстів автора. Таке тлумачення доводиться в дослідженні Мірей Юшон «Рабле-граматик», присвяченому граматичному аналізу творів Рабле.
У пошуках Оракула Пляшки мандрівники потрапляють на острів, населений птахами, що є пародією на католицьке духовенство та історію Церкви. Далі відвідують острів Пухнастих Котів, який цілком керується злочинними законами, та острів ненажер. Місцем відпочинку для Пантаґрюеля та його команди стає острів королеви Квінтесенції, населений витонченим народом, що знається на мистецтві та винахідництві. Серед відвіданих островів виявляються такі, де постійно молятьяся ченці; де живуть легендарні звірі; та живе старець, який розповідає лише те, що ніколи особисто не бачив.
Нарешті кораблі досягають Ліхтарної країни, де живе пророчиця Бакбук. Вона веде мандрівників до великої пляшки, що видає звук, схожий на «Пий!» Бакбук тлумачить це як настанову шукати нові знання й пригоди. Панург робить висновок, що він повинен набратися мудрості, щоб самому знайти добру й чесну дружину. Пантаґрюель і його команда вирушають у нові подорожі.

## Переклади українською
Уривки з «Ґарґантюа і Пантаґрюель» переклав письменник Павло Грабовський[джерело?], Микола Лукаш, Олесь Жолдак тощо. Скорочено роман переклали Микола Іванов (1929) та Ірина Сидоренко (1984). Повністю роман Рабле переклав українською Анатоль Перепадя (2004).

### Уривки
- Франсуа Рабле. Папідулі та папомани (уривок з роману «Гаргантюа та Пантагрюель»). Пер. з французької О. Жолдака. Київ: Держлітвидав УРСР, 1957. 31 с.[7]

### Скорочені
- Франсуа Рабле. Гаргантюа. Скорочений переклад з французької: Микола Іванов; передмова: Олександр Білецький. Харків: Держвидав України. 1929. 118 с.
- Франсуа Рабле. Гаргантюа і Пантагрюель. Скорочений переклад з французької: Ірина Сидоренко; післямова: Вадим Пащенко; малюнки: Юлій Крига. Київ: Веселка. 1984. 223 с.
  - (передрук) Франсуа Рабле. Гаргантюа і Пантагрюель. Скорочений переклад з французької: Ірина Сидоренко; післямова: Вадим Пащенко; малюнки: Ігор Вишинський. Київ: Веселка. 1990. 241 с. ISBN 5-301-00700-9.
  - (передрук) Франсуа Рабле. Гаргантюа і Пантагрюель. Скорочений переклад з французької: Ірина Сидоренко[8]. Харків: Фоліо, 2017. 253 с. ISBN 978-966-03-7865-0[9][10].
- Франсуа Рабле. Ґарґантюа та Пантаґрюель. Скорочений переклад з російського переказу Леоніда Яхніна: Володимир Герман, Оксана Думанська. Київ: Махаон-Україна. 2011. 96 с. ISBN 978-617-526-396-9[11].
- Франсуа Рабле. Гаргантюа і Пантагрюель. Скорочений переклад з французької: Леонід Кононович. Київ: КМ-Букс, 2016. 208 с. ISBN 978-966-923-014-0[12][13].

### Повні
- Франсуа Рабле. Ґарґантюа та Пантаґрюель: у 2-х томах. Переклад зі старофранцузької: Анатоль Перепадя. Львів: Кальварія, 2004. 584 с.; 413 с.  ISBN 9789666631292 (комплект з Т. 1 та Т. 2)[14][15].
  - Том 1: Франсуа Рабле. Ґарґантюа та Пантаґрюель (Том 1; книги 1-3). Переклад зі старофранцузької: Анатоль Перепадя. Львів: Кальварія, 2004. 584 с.  ISBN 9789666631308 (Т. 1)[16].
  - Том 2: Франсуа Рабле. Ґарґантюа та Пантаґрюель (Том 2; книги 4-5). Переклад зі старофранцузької: Анатоль Перепадя. Львів: Кальварія, 2004. 413 с.  ISBN 9789666631315 (Т. 2)[17].
  - (передрук) Франсуа Рабле. Ґарґантюа та Пантаґрюель; Переклад зі старофранцузької: Анатоль Перепадя. Київ: Інститут літератури ім. Т. Г. Шевченка НАН України / Харків: Фоліо, 2011. 634 с.  ISBN 978-966-03-5287-2.
  - (передрук) Франсуа Рабле. Ґарґантюа та Пантаґрюель; Переклад зі старофранцузької: Анатоль Перепадя. Київ: Інститут літератури ім. Т. Г. Шевченка НАН України / Харків: Фоліо, 2012. 634 с.  ISBN 978-966-03-5881-2.
  - (передрук) Франсуа Рабле. Ґарґантюа та Пантаґрюель; Переклад зі старофранцузької: Анатоль Перепадя. Харків: Бібколектор, 2012. 634 с. ISBN 978-966-97234-2-0.

Переклад твору здійснено у межах програми сприяння видавничій справі «Сковорода» посольства Франції в Україні.

## Переклади іншими мовами в Україні
У 1940 році Державне видавництво національних меншин УРСР випустило скорочене видання роману «Ґарґантюа та Пантаґрюель» мовою їдиш. Переклад здійснив Ісаак Кіпніс.